# La Comadre
La Comadre es una miniserie venezolana transmitida en 1981 por RCTV. Recrea la historia de Venezuela en el siglo XX utilizándola como trasfondo para narrar la amistad de dos primas a quienes ni dictadores ni malos esposos pueden separar, con la actuación de Doris Wells y Cecilia Villarreal como las comadres. Fue filmada en la zona colonial de la ciudad de Coro.

## Sinopsis
En los años 20, la adolescente Aurora vive en la ciudad andina de Mérida. En esa época, Venezuela está bajo la dictadura de Juan Vicente Gómez. El tío de Aurora es parte de un movimiento clandestino que se opone a Gómez. Es arrestado y encarcelado donde se le tortura sistemáticamente. A pesar de la tristeza que siente por el destino de su tío, Aurora recibe la felicidad de volver a ver a Magdalena Trejo, su prima favorita y comadre.

## Elenco
- Doris Wells (Aurora)
- Miguel Ángel Landa (Manuel Trejo)
- Cecilia Villarreal (Magdalena Trejo)
- Carlos Márquez (Esteban)
- Pedro Lander (Rodolfo)
- Rafael Briceño (Juan Vicente Gómez)
- Alberto Marín
- Víctor Cámara
- Rebeca González
- Liliana Durán
- Laura Brey

- Datos: Q5962958